# Бутурлин, Михаил Матвеевич
Михаил Матвеевич Бутурлин (? — 1648) — царский стольник, затем окольничий и воевода. Старший из двух сыновей стольника и воеводы Матвея Васильевича Бутурлина (ум. 1607).

## Биография
В 1608 году стольник Михаил Бутурлин вместе с некоторыми другими дворянами и стольниками перешёл из Москвы в Тушино на службу к Лжедмитрию II. В Тушинском лагере М. М. Бутурлин ревностно служил самозванцу. В 1610 году, когда самозванец вынужден был бежать из Тушина в Калугу, помогал ему в этом, заставил калужан принять Лжедмитрия и даже лично умертвил местного воеводу Ивана Ивановича Годунова. В том же году по приказу Лжедмитрия II М. Бутурлин вместе с другим тушинским воеводой Игнатием Михневым убил касимовского царя Ураз-Мухаммеда, обвиненного в измене самозванцу, за что впоследствии был убит татарами и сам Лжедмитрий II. Летопись говорит, что «Михаила Бутурлина порази дух неприязненный лют зело, и пребысть тако до кончины своея».
После гибели Лжедмитрия II его жена Марина Мнишек объявила царем своего сына Ивана. Михаил Бутурлин вместе с князем Дмитрием Трубецким и другими тушинскими воеводами взял её под стражу. Тушинцы решили присягнуть на верность тому царю, который утвердится в Москве, и овладели Калугой.
В 1612 году Михаил Бутурлин присутствовал при осаде Москвы и освобождении русской столицы от польско-литовских интервентов. Однако во время венчания Михаила Фёдоровича Романова на царство его не было в столице. Михаил Бутурлин был отправлен в погоню за казацким атаманом Иваном Заруцким, который взял и разграбил Переяславль-Рязанский, но был настигнут и разбит М. Бутурлиным.
В 1613 году Михаил Матвеевич Бутурлин был назначен вторым воеводой и помощником первого воеводы, князя Дмитрия Мамстрюковича Черкасского, который командовал русским войском, отправленным для борьбы с польско-литовскими интервентами. Царские воеводы выступили из столицы на Калугу, осажденную в это время противником, но поляки отступили в Вязьму и Дорогобуж. Русские полки освободили Вязьму и Дорогобуж, которые сдались им добровольно. Затем они осадили крепость Белую, где укрепились поляки и казаки. Царские воеводы осадили город, отбили сильную вылазку врага и в августе вынудили поляков сдаться. Царь Михаил Фёдорович наградил воевод золотыми и велел им выступать на Смоленск, но Михаилу Бутурлину под Белой вырвало осколком ядра часть черепа, так что ему пришлось ехать на лечение в Москву. Вместо него в действующую армию был направлен стольник князь Иван Фёдорович Троекуров.
В 1616 году Михаилу Бутурлину было поручена продолжение блокады Смоленска. На помощь ему был отправлен с большим отрядом воевода князь Никита Петрович Барятинский, который под Дорогобужем был остановлен воеводой смоленским Александром Гонсевским. В русской рати под Смоленском было мало провианта и боевых припасов. На помощь М. Бутурлину был выслан князь Юрий Яншеевич Сулешев, но он не смог пробиться через польские войска, а Михаил Бутурлин был вынужден очистить смоленские предместья и отступить к Белой. Когда польский королевич Владислав Ваза в 1618 году подступил к Москве, Михаил Бутурлин был одним из воевод, защищавших русскую столицу. После этого Михаил Бутурлин несколько раз упоминается в придворных церемониях.
В 1622 году Михаил Матвеевич Бутурлин был назначен воеводой в Переяславль-Рязанский, а летом 1628 года царь назначил его главным воеводой в «украинный разряд». В 1630 году служил воеводой в Туле, затем находился при царском дворе до 1640 года, постоянно принимая участие в приёмах иностранных послов. В 1640 году Михаил Матвеевич Бутурлин был вторично назначен воеводой в Тулу, потом опять находился при дворе. 29 марта 1646 года был пожалован в окольничие. В 1647 году Михаил Бутурлин в третий раз находился на воеводстве в Туле, после чего, до конца жизни, пробыл при царском дворе.
Потомства не оставил.